# Museo Simon Janashia de Georgia
El Museo Simon Janashia de Georgia (en georgiano: სიმონ ჯანაშიას სახელობის საქართველოს მუზეუმი), antes conocido como Museo Estatal de Historia de Georgia, es uno de los principales museos de historia de Tiflis, Georgia, que exhibe los principales hallazgos arqueológicos del país.

## Historia
El Museo surgió del Museo del Departamento Caucásico de la Sociedad Geográfica Imperial Rusa, fundado el 10 de mayo de 1852 y convertido en el Museo Caucásico por iniciativa del explorador alemán Gustav Radde en 1865. Después de que Georgia recuperara su independencia de Rusia (1918), el museo pasó a llamarse Museo de Georgia en 1919. Noe Kipiani fue el primer director del museo. Una gran parte de su colección fue evacuada por el Gobierno de Georgia a Europa tras la toma del poder por los bolcheviques en 1921, y fue devuelta a la Georgia soviética gracias a los esfuerzos del emigrante georgiano Ekvtime Takaishvili en 1945. En 1947, el museo recibió el nombre del historiador georgiano Simon Janashia. El Museo sufrió considerablemente durante los años de agitación postsoviética en Georgia a principios de los años noventa. Primero fue dañadi en los combates durante el golpe militar de 1991-1992 y luego parte de su colección fue destruida por un incendio. En 2004, el Museo Janashia se integró con otros importantes museos georgianos en el marco de un sistema de gestión conjunta del Museo Nacional de Georgia.
El Museo ocupa edificios cronológica y estilísticamente diversos en el centro de Tiflis, con la exposición principal ubicada en la Avenida Rustaveli. Este último edificio fue diseñado en 1910 por el arquitecto Nikolay Severov en lugar de un edificio más antiguo de A. Zaltsman, y utilizó los elementos de la decoración medieval georgiana.

## Colecciones
El Museo alberga cientos de miles de artefactos de la arqueología y etnografía de Georgia y el Cáucaso. Una exposición permanente sigue cronológicamente el desarrollo de la cultura material de Georgia desde la Edad del Bronce hasta principios del siglo XX. Algunas de las exposiciones más valiosas del museo incluyen los fósiles del Homo ergaster descubiertos en Dmanisi; el tesoro de Akhalgori del siglo V a. C. que contiene ejemplos únicos de joyas, que mezclan inspiraciones de los aqueménidas con las locales; una colección de aproximadamente 80.000 monedas, principalmente de acuñación georgiana; iconos medievales y piezas de orfebrería traídas de varios sitios arqueológicos de Georgia; el mosaico de Shukhuti, un mosaico de baño del pueblo de Shukhuti que data de los siglos IV y V; y un lapidario que incluye una de las colecciones de inscripciones uratianas más ricas del mundo.

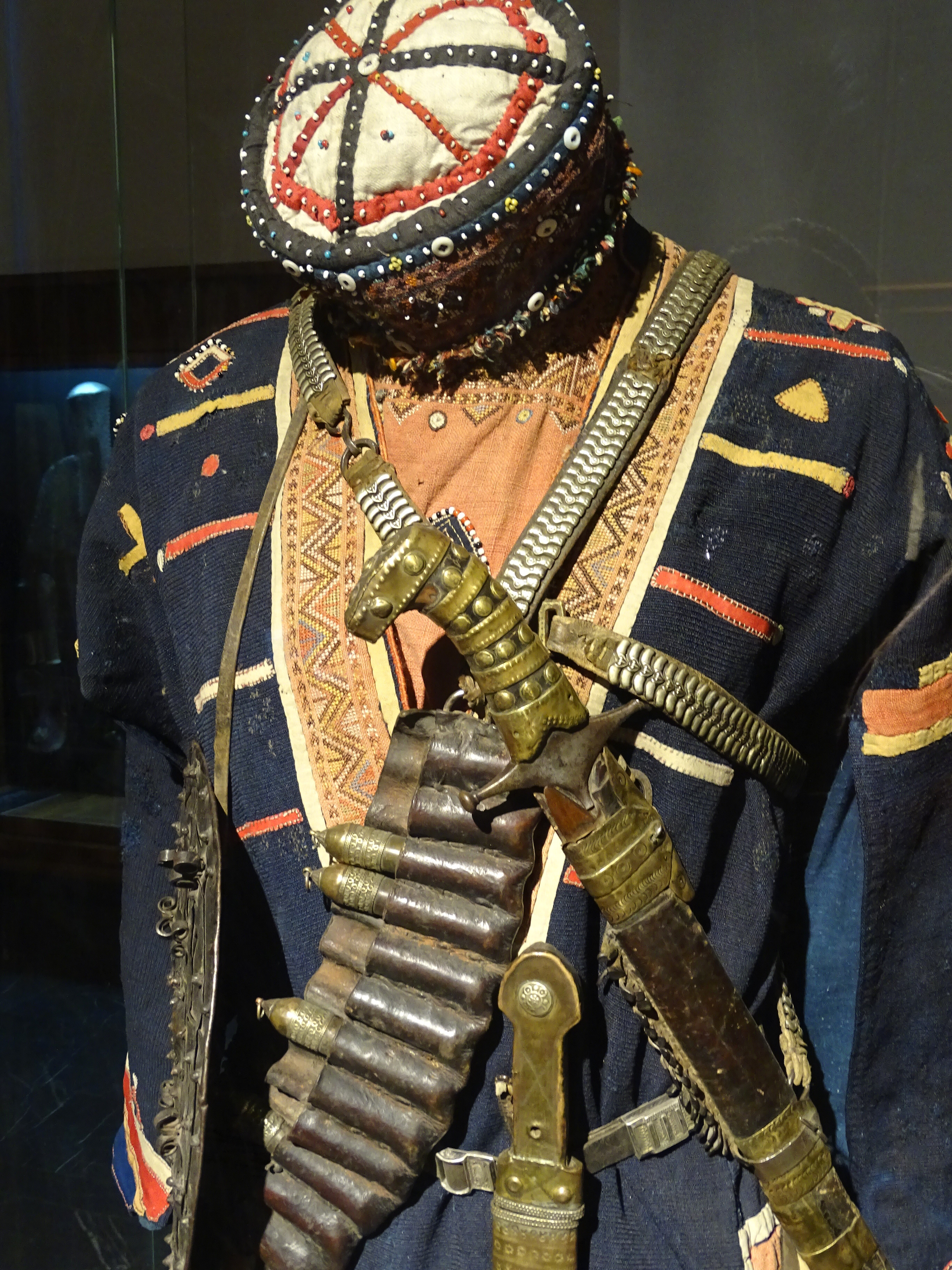
Colección militar de museo.
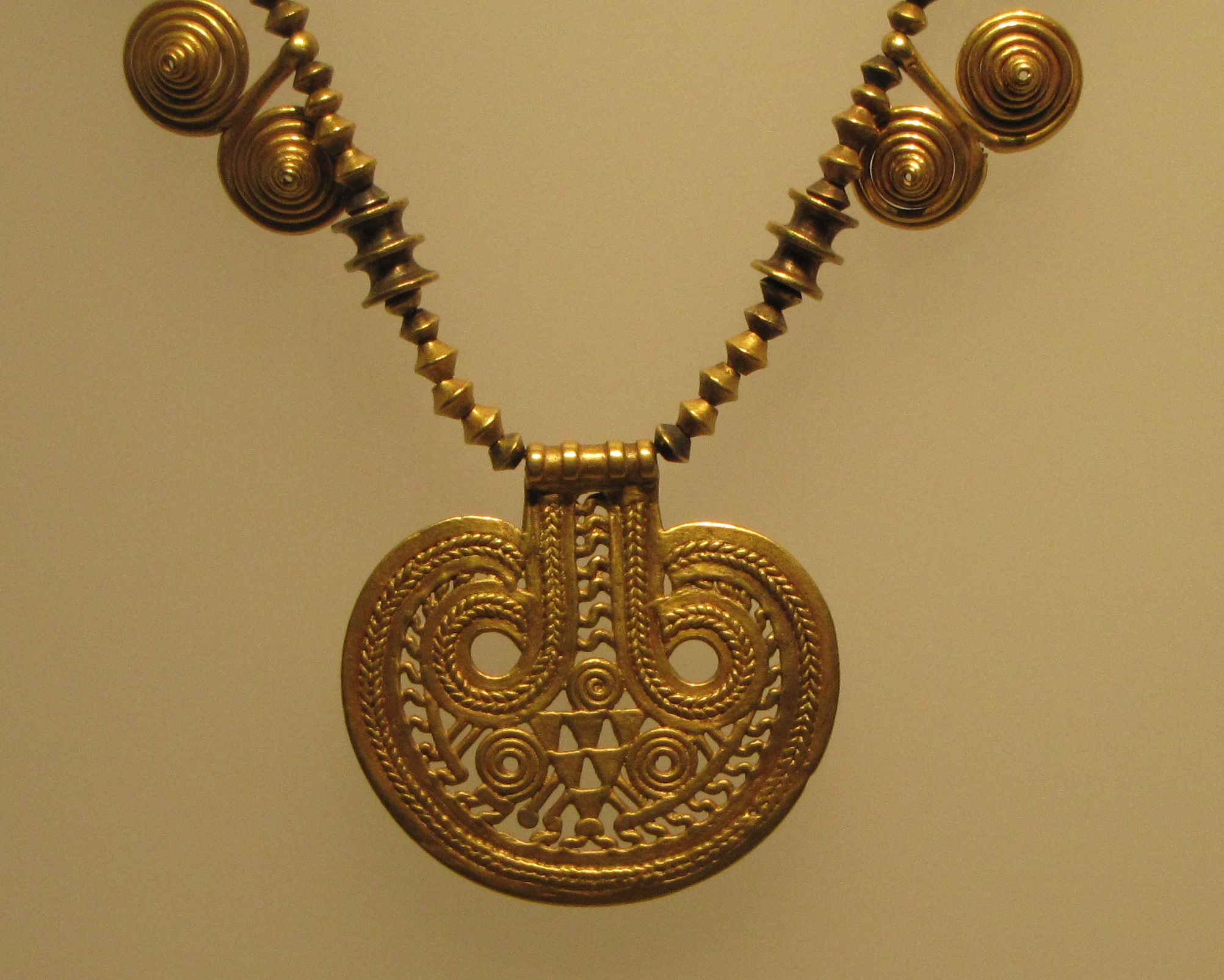
Clección de orfebrería en oro.
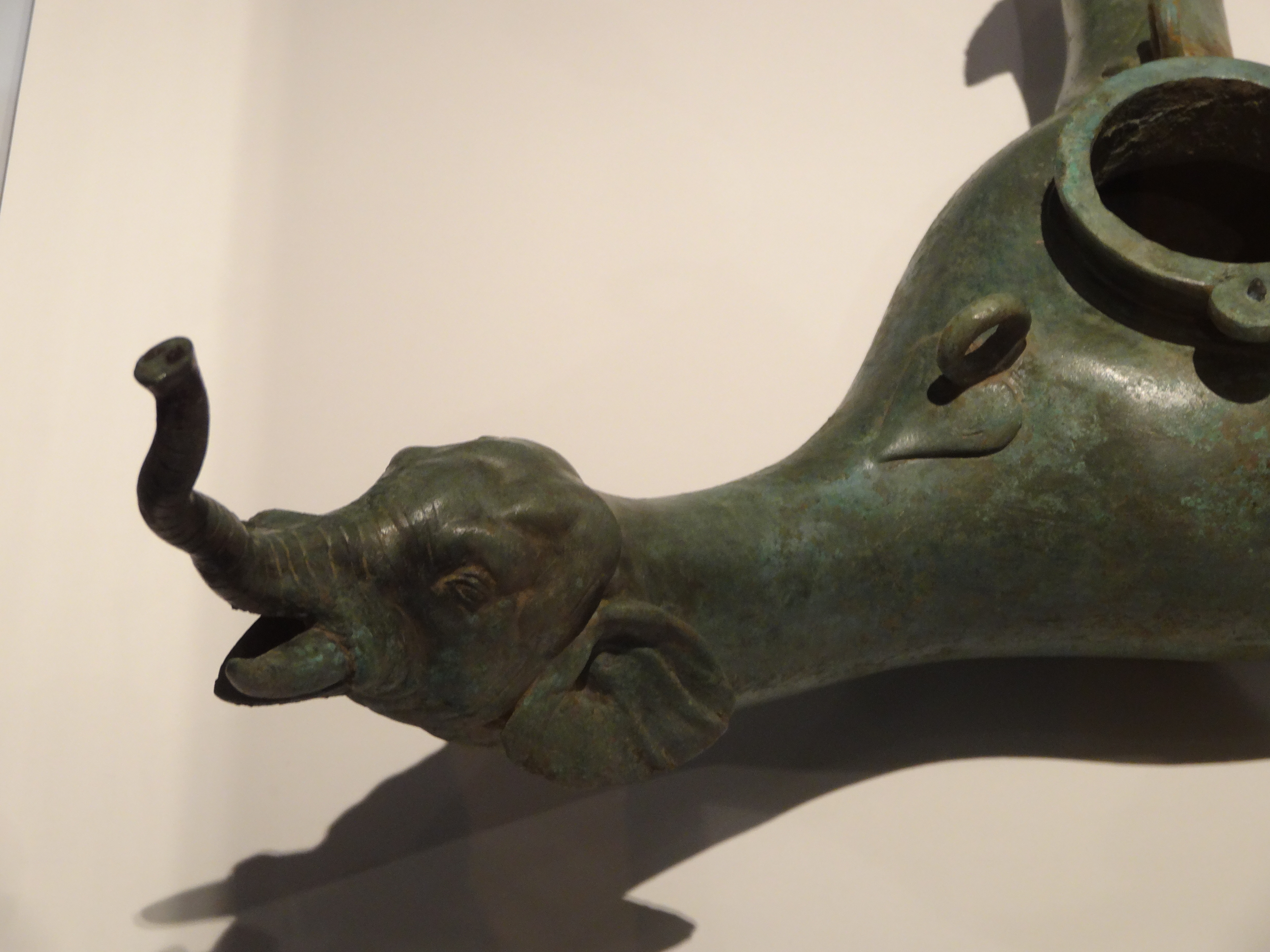
Detalle de un incensario representando elefantes.
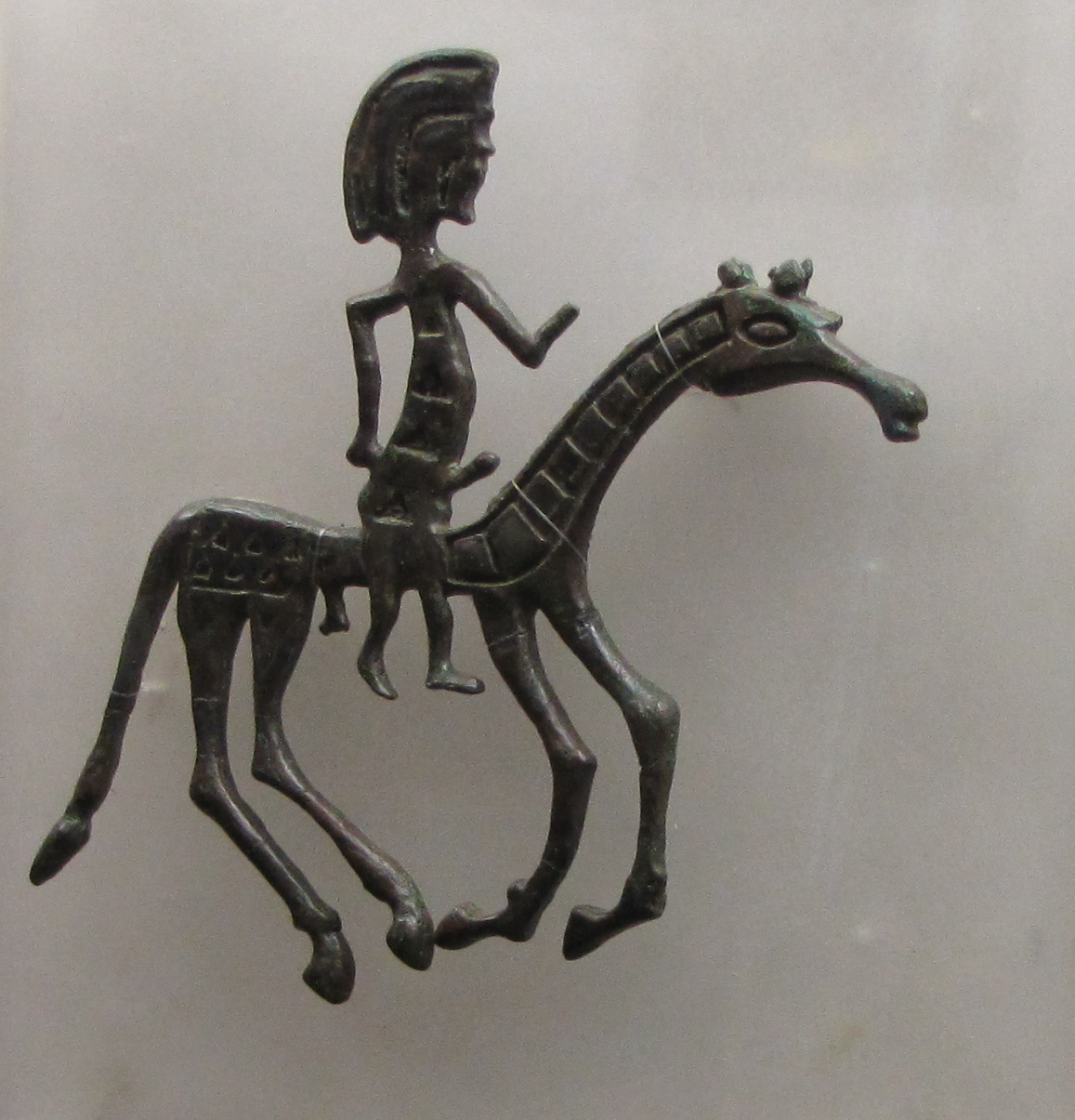
Jinete Treli, bronce.